# Les Prétendants
Les Prétendants est une pièce de théâtre de l'auteur dramatique français Jean-Luc Lagarce en vers libre écrite en 1989, à la suite d'une commande de l'Espace Besançon Planoise et du ministère de la Culture. Cette pièce se subdivise en cinq parties inégales.

## Personnages
- Paul Raout, l'ancien directeur, 58 ans
- Hélène, sa femme, 56 ans
- Christine, leur fille, 29 ans
- Joseph Schwartzer, premier collaborateur de Raout, 36 ans
- Maxime Ripoix, second collaborateur de Raout, 42 ans
- Nelly, femme de Ripoix, 39 ans
- Paule Brulat, secrétaire générale, 34 ans
- Ludovic Brulat, mari de Brulat, 35 ans
- Marc Später, le nouveau directeur, 31 ans
- Jean-Michel Blot, collaborateur et ami de Später
- Solange Poitiers, représentant la municipalité, 41 ans
- Henri Poitiers, mari de Poitiers, chargé de mission, 41 ans
- Mariani, l'envoyé du ministère, 54 ans
- Aubier, représentant local de ce même ministère, 47 ans
- Simone Louis, membre du conseil d'administration, 64 ans
- Jacques Debreuil, membre du conseil d'administration, 60 ans
- Soliveau, 57 ans[4]

## Argument
Lors de la nomination d'un nouveau directeur dans un centre culturel de province, toutes les personnalités locales se retrouvent. C'est l'occasion de proposer un nouveau projet pour le centre. Mais c'est aussi là que les relations humaines et sociales entre les individus se nouent et se dénouent.

## Mises en scène
- 2003 : mise en scène Jean-Pierre Vincent, Théâtre National de la Colline[6]
- 2010 : mise en scène Mario Gonzalez, Théâtre 95[7]